# Leptobotia pellegrini
Leptobotia pellegrini är en fiskart som beskrevs av Fang, 1936. Leptobotia pellegrini ingår i släktet Leptobotia och familjen nissögefiskar. IUCN kategoriserar arten globalt som livskraftig. Inga underarter finns listade i Catalogue of Life.